# Oceanisch kampioenschap hockey 2007
De vijfde editie van het Oceanisch kampioenschap hockey werd in 2007 gehouden in het Australische Buderim. Het was de eerste keer dat de mannen en vrouwen tegelijkertijd op dezelfde locatie speelden.  Voor het eerst deed bij de vrouwen een ander land naast Australië en Nieuw-Zeeland mee; Fiji en Papoea-Nieuw-Guinea. Voor het eerst werd het toernooi afgesloten met een finale. Nieuw-Zeeland doorbrak de Australische hegemonie en plaatste zich voor de Olympische Spelen van 2008. 
Bij de mannen namen opnieuw drie landen deel. Papoea-Nieuw-Guinea nam de plaats in van Fiji. Voor de vijfde keer ging de titel en daarmee het olympisch ticket naar Australië. 

## Mannen

### Groepsfase
| Team                | GS | W | G | V | DV | DT | DS  | Ptn |
| ------------------- | -- | - | - | - | -- | -- | --- | --- |
| Australië           | 2  | 2 | 0 | 0 | 37 | 1  | +36 | 6   |
| Nieuw-Zeeland       | 2  | 1 | 0 | 1 | 40 | 2  | +38 | 3   |
| Papoea-Nieuw-Guinea | 3  | 0 | 0 | 2 | 0  | 74 | -74 | 0   |

| 11 september 2007 |        |                     |  |
| Australië         | 35 – 0 | Papoea-Nieuw-Guinea |  |
|                   |        |                     |  |

| 12 september 2007 |        |                     |  |
| Nieuw-Zeeland     | 39 – 0 | Papoea-Nieuw-Guinea |  |
|                   |        |                     |  |

| 14 september 2007 |       |               |  |
| Australië         | 2 – 1 | Nieuw-Zeeland |  |
|                   |       |               |  |

### Finale
| 16 september 2007 |       |               |  |
| Australië         | 3 – 1 | Nieuw-Zeeland |  |
|                   |       |               |  |

### Eindrangschikking
| Rang   | Land                |
| ------ | ------------------- |
| Goud   | Australië           |
| Zilver | Nieuw-Zeeland       |
| Brons  | Papoea-Nieuw-Guinea |

## Vrouwen

### Groepsfase
| Team                | GS | W | G | V | DV | DT | DS  | Ptn |
| ------------------- | -- | - | - | - | -- | -- | --- | --- |
| Australië           | 3  | 3 | 0 | 0 | 32 | 0  | +32 | 6   |
| Nieuw-Zeeland       | 3  | 2 | 0 | 1 | 39 | 2  | +37 | 4   |
| Fiji                | 3  | 1 | 0 | 2 | 6  | 29 | -23 | 2   |
| Papoea-Nieuw-Guinea | 3  | 0 | 0 | 3 | 1  | 47 | -46 | 0   |

| 11 september 2007 |        |      |  |
| Australië         | 14 – 0 | Fiji |  |
|                   |        |      |  |

| 11 september 2007 |        |                     |  |
| Nieuw-Zeeland     | 14 – 0 | Papoea-Nieuw-Guinea |  |
|                   |        |                     |  |

| 12 september 2007 |       |                     |  |
| Fiji              | 5 – 1 | Papoea-Nieuw-Guinea |  |
|                   |       |                     |  |

| 12 september 2007 |       |               |  |
| Australië         | 1 – 0 | Nieuw-Zeeland |  |
|                   |       |               |  |

| 14 september 2007 |        |      |  |
| Nieuw-Zeeland     | 14 – 1 | Fiji |  |
|                   |        |      |  |

| 14 september 2007 |        |                     |  |
| Australië         | 17 – 0 | Papoea-Nieuw-Guinea |  |
|                   |        |                     |  |

### Om de derde plaats
| 16 september 2007 |       |                     |  |
| Fiji              | 6 – 0 | Papoea-Nieuw-Guinea |  |
|                   |       |                     |  |

### Finale
| 16 september 2007 |       |           |  |
| Nieuw-Zeeland     | 1 – 0 | Australië |  |
|                   |       |           |  |

### Eindrangschikking
| Rang   | Land                |
| ------ | ------------------- |
| Goud   | Nieuw-Zeeland       |
| Zilver | Australië           |
| Brons  | Fiji                |
| 4e     | Papoea-Nieuw-Guinea |

Australië (m, v) & Nieuw-Zeeland (v) 1999 · 
Australië (m) & Nieuw-Zeeland (v) 2001 · 
Australië (m) & Nieuw-Zeeland (m, v) 2003 · 
Suva (m) & Australië (v) & Nieuw-Zeeland (v) 2005 · 
Buderim 2007 · 
Invercargill 2009 · 
Hobart 2011 · 
Stratford 2013 · 
Stratford 2015 · 
Sydney 2017 · 
Rockhampton 2019